# Can Mílio Cabanyes
Can Mílio Cabanyes és una obra d'Argentona (Maresme) protegida com a Bé Cultural d'Interès Local.

## Descripció
Casa de pagès, concebuda també com a xalet d'estiueig. La casa té estructura basilical amb tres cossos perpendiculars a la façana, de planta baixa, pis i golfes, amb soterrani.
A la banda de tramuntana hi ha adossat un cos, amb façana de pedra, que a la façana de ponent té estructura de torre, de planta baixa i dos pisos.
A la façana de ponent, aprofitant el desnivell del terreny, hi ha una galeria porticada, suportada per columnes, amb una gran terrassa al damunt.